# Thelymitra merraniae
Thelymitra merraniae là một loài thực vật có hoa trong họ Lan. Loài này được Nicholls miêu tả khoa học đầu tiên năm 1929.